# Santuario della Beata Vergine Assunta (Guasila)
Il santuario diocesano dedicato alla Beata Vergine Assunta è la chiesa parrocchiale di Guasila. Il monumentale tempio, in stile neoclassico, sorge nel punto più alto e centrale del paese.

## Storia
L'attuale chiesa parrocchiale di Guasila sorse nel XIX secolo, sull'area di una chiesa più antica, della quale restano il settecentesco campanile e alcuni arredi. La nuova chiesa venne eretta, su progetto, risalente al 1839, dell'architetto cagliaritano Gaetano Cima, tra il 1842 e il 1852 ad opera dell'impresario Cosimo Crobu. Per la realizzazione del progetto, il Cima tenne conto dei dettami contenuti ne I quattro libri dell'architettura del Palladio, dove la pianta circolare viene indicata come la più adatta ai luoghi di culto, e si ispirò a modelli quali il Pantheon di Roma e la torinese chiesa della Gran Madre di Dio. La chiesa venne inaugurata il 15 febbraio 1852, con la benedizione del rettore Francesco Ignazio Melas, parroco di Guasila. Il 13 febbraio 1903 il tempio venne consacrato dall'arcivescovo Vincenzo Gregorio Berchialla. 
Nel 2002, in occasione del centocinquantesimo anno dall'inaugurazione e alla vigilia del centenario della consacrazione, l'arcivescovo Ottorino Pietro Alberti eresse la chiesa parrocchiale di Guasila a Santuario diocesano.

## Descrizione
(Dal testo della canzone composta da don Siro Pisu in memoria della consacrazione della chiesa parrocchiale di Guasila)
La chiesa è preceduta da un pronao, il cui timpano è sorretto dai due pilastri angolari e da sei colonne. Sul lato destro si eleva la torre campanaria del XVIII secolo, in stile barocco. Corona l'edificio la cupola emisferica, completata nel 1930.
L'interno è a pianta circolare. Le pareti sono scandite da otto colonne, le quali affiancano i quattro grandi pilastri che reggono la cupola. I dipinti che ornano la volta, con motivi floreali, vennero eseguiti su disegni appositamente preparati dal Cima, mentre i quattro pennacchi presentano i tondi, olio su tela, con gli Evangelisti, opera di Antonio Caboni. Tra le colonne si aprono sei cappelle, due delle quali, dette maggiori perché più ampie di dimensioni, sono la cappella del Cristo Morto, che ospita un simulacro di Cristo attribuito a Giuseppe Antonio Lonis, e la cappella di Santa Maria, dove si conserva un'antica statua di san Pietro apostolo. Questo simulacro ligneo, almeno secondo la memoria popolare, era in origine custodito nel villaggio, oggi scomparso, di Sennoru, poco distante da Guasila. La cappella di Santa Maria custodisce anche il simulacro della Dormitio Virginis, il quale viene rivestito di ricchi abiti e gioielli per essere esposto al centro della chiesa durante i giorni della festa patronale dell'Assunta, ovvero il 14, 15 e 16 agosto. Le quattro cappelle minori sono dedicate rispettivamente  a san Giuseppe, all'Immacolata Concezione, alla Madonna d'Itria e a sant'Antonio da Padova e ospitano altari marmorei e statue.
Il presbiterio, separato dall'aula da una balaustra marmorea, accoglie l'altare maggiore, in marmi policromi. Nella nicchia centrale, tra angeli, si trova la statua dell'Assunta, titolare del santuario. Fanno parte del patrimonio artistico della chiesa anche alcuni arredi dell'antica parrocchiale, demolita per far spazio all'attuale, quali il pulpito, risalente al 1801, e il fonte battesimale.